# Кисловка (Рославльский район)
Кисловка — деревня в Рославльском районе Смоленской области России. Входит в состав Астапковичского сельского поселения. Население — 39 жителей (2007 год). 
Расположена в южной части области в 13 км к юго-западу от Рославля, в 5 км южнее автодороги А101 Москва — Варшава («Старая Польская» или «Варшавка»). В 0,2 км южнее деревни расположена железнодорожная станция Самолюбовка на линии Рославль — Кричев. 

## История
В годы Великой Отечественной войны деревня была оккупирована гитлеровскими войсками в августе 1941 года, освобождена в сентябре 1943 года.